# Kris Jenner
Kristen Mary Jenner (n. 5 noiembrie 1955, San Diego, California, SUA) este o personalitate americană de televiziune, manager de divertisment, producător, femeie de afaceri și autoare. A devenit cunoscută jucând în reality-showul Keeping Up with the Kardashians.